# Comando Vermelho Ceará
Il Comando Vermelho Ceará è una fazione criminale operante nello stato del Ceará, in Brasile. Costituisce un ramo del noto Comando Vermelho, una delle organizzazioni criminali più grandi e potenti del paese, originaria di Rio de Janeiro. La sua storia affonda le radici negli anni '90, quando alcuni membri del Comando Vermelho cercarono rifugio nel Ceará per espandere la loro influenza.

## Storia
La presenza del CV Ceará divenne più evidente a partire dal 2015, quando scatenò una guerra contro il GDE, una fazione locale alleata al PCC. Questo conflitto causò migliaia di morti e numerosi attacchi contro forze di sicurezza e infrastrutture pubbliche. Nel 2020, con il declino del GDE, il CV Ceará consolidò il controllo sulla maggior parte dei territori del traffico di droga nello stato, soprattutto a Fortaleza, la capitale. Tuttavia, la fazione subì colpi dalla polizia, che arrestò vari leader, tra cui Marcola cearense, responsabile di coordinare attività criminali tra cui il reclutamento, riciclaggio e la raccolta di denaro.

## Situazione attuale
Nel 2024, il CV Ceará rimane una delle principali minacce alla sicurezza pubblica nello stato, affrontando la concorrenza di altre fazioni come il TCP, entrato in azione nel Ceará nel 2024. La fazione mantiene una forte presenza nelle carceri, cercando di imporre il suo potere e reclutare nuovi membri.